# Mesothuria crebrapedes
Mesothuria crebrapedes is een zeekomkommer uit de familie Mesothuriidae.
De wetenschappelijke naam van de soort werd in 1981 gepubliceerd door Gustave Cherbonnier & Jean-Pierre Féral.